# Friedrich von Groszheim
Friedrich Paul von Groszheim, oft auch von Großheim, (* 27. April 1906 in Lübeck; † 6. Januar 2006 in Hamburg) war ein deutscher Kaufmann. Er war – neben Rudolf Brazda – im 21. Jahrhundert eines der letzten lebenden homosexuellen KZ-Opfer und war politisch wie homosexuell Verfolgter.

## Leben
Friedrich von Groszheim entstammte einer großbürgerlichen, Lübecker Familie. Sein Vater starb 1917 während des Ersten Weltkrieges, einige Zeit später auch die Mutter, sodass er und seine Schwester von zwei Tanten aufgezogen wurden.
Von Groszheim machte eine Ausbildung zum Großhandelskaufmann und war schon in den 1920er Jahren regelmäßig in der Schwulenszene seiner Heimatstadt aktiv.
1937 kam er aufgrund des § 175 für rund zehn Monate in Haft. Eine erneute Inhaftierung erfolgte 1938. Dort wurde er gedemütigt, gefoltert und musste sich kastrieren lassen, um einer Deportation ins KZ Sachsenhausen zu entkommen. Der Kastration stimmte er zu. 1940 wurde er aufgrund seiner fehlenden Fitness ausgemustert und für den Militärdienst untauglich erklärt.
1943 wurde er erneut inhaftiert, diesmal in einem Außenlager des KZ Neuengamme, weil er Monarchist und Anhänger von Kaiser Wilhelm II. gewesen war.
Nach dem Krieg und dem Zusammenbruch des Dritten Reiches zog er nach Hamburg, wo er bis zu seiner Pensionierung als Hotelangestellter tätig war.

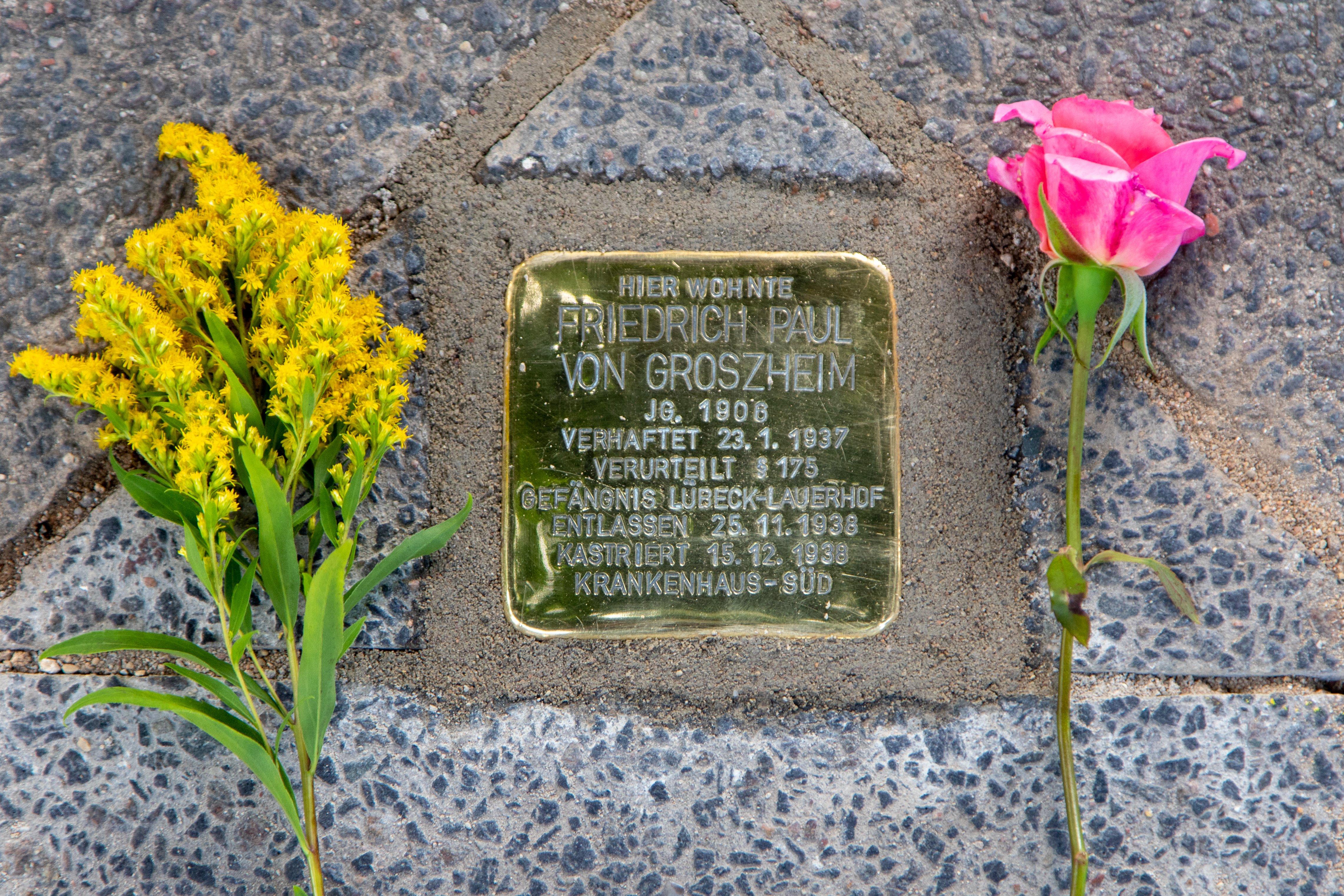
Stolperstein für Friedrich Paul von Groszheim

Er wirkte in einigen Dokumentationen mit und äußerte sich erstmals rund 45 Jahre nach Kriegsende zu seiner Homosexualität und den Leiden der Haft.
Seine Haftzeit im Gefängnis und im KZ Neuengamme wurden zu Lebzeiten von der BRD nicht anerkannt.
Mit seinem Tod 2006 ging man davon aus, dass der letzte homosexuelle KZ-Überlebende in Deutschland gestorben war, bis man auf Rudolf Brazda stieß, der rund fünf Jahre später verstarb.
Seit dem 19. August 2021 erinnert ein Stolperstein an Friedrich Paul von Groszheim vor seinem Wohnhaus in der Kaiserallee 11 in Lübeck-Travemünde.

## Teilnahme an Dokumentationen
- Wir hatten ein großes A am Bein, 1991, Deutschland.
- Paragraph 175, von Rob Epstein und Jeffrey Friedman, 2000, USA.
- The hidden Führer, 2004, Großbritannien.